# Augustine Susanne Brohan
Augustine Susanne Brohan (París, 22 de enero de 1807 - 16 de agosto de 1887) fue una actriz francesa.

## Biografía
Nació en París. Ingresó en el Conservatorio Nacional Superior de Música y de Danza de París a la edad de once años, y consiguió el segundo premio de comedia en 1820, llevándose el primero al año siguiente. Realizó su primera aparición en el Teatro de Odéon, en París, donde interpretó el papel de "Dorine" en la comedia Tartufo.
El éxito cosechado le llevó a la Comédie-Française, donde debutó el 15 de febrero de 1834, interpretando a "Madelon" en Les Précieuses ridicules, y "Suzanne" en Las bodas de Fígaro. Se retiró del mundo del espectáculo en 1842.
Sus hijas, Joséphine-Félicité-Augustine Brohan y Ethelie Madeleine Brohan, también fueron actrices.